# Озенбрюгген, Эдуард
Эдуард Озенбрюгген (1809—1879) — российский и швейцарский учёный, профессор Дерптского университета, профессор и ректор Цюрихского университета, доктор философии.

## Биография
Сын сельского учителя; по окончании гимназии в Гильдесгейме поступил в 1830 году в Кильский университет, где изучал филологию. Затем перешел в Лейпцигский университет, где в течение двух лет, кроме филологии, занимался римской историей, римскими древностями и римским правом. Вернувшись в 1834 году в Киль, получил награду за сочинение «Jus feciale» и, удостоенный в следующем году степени доктора философии, был оставлен при университете в качестве приват-доцента.
В Кильском университете Озенбрюгген прослужил восемь лет, в течение которых изучал философию и римское право. Получил диплом доктора прав. В июне 1843 года Озенбрюгген был избран ординарным профессором кафедры уголовного права, уголовного судопроизводства, истории прав и юридической словесности Дерптского университета.
Чтобы побудить студентов к серьезным научным занятиям, Озенбрюгген в 1849 году издал лучшие сочинения своих учеников отдельной книгой: «Dorpater juristische Studien». В течение своего восьмилетнего пребывания в Дерпте Озенбрюгген читал: историю римского права, герменевтику и экзегетику, речь Цицерона за Милона, сравнительное правоведение, историю юридической литературы, энциклопедию правоведения, европейское международное право, общее уголовное право и др. Одновременно он читал иногда по три и четыре предмета и сверх того в течение шести полугодий вёл практические занятия по уголовному праву. 
Кроме этого, в течение пяти лет Эдуард Озенбрюгген был деканом юридического факультета, один год заседателем и два года — председателем дерптского университетского апелляционного и ревизионного суда. 14 августа 1851 года по политическим причинам был уволен с поста профессора Дерптского университета.
Озенбрюгген оставил Россию и поселился в Цюрихе, где в конце того же 1851 года возглавил в Цюрихском университете кафедру уголовного права. Эту должность он занимал 28 лет, до самой смерти, а также трижды был ректором Цюрихского университета. В течение своей сорокапятилетней научной деятельности он написал и напечатал много сочинений и статей, посвященных догме уголовного права и главным образом истории средневекового немецкого права.

Умный, талантливый, энциклопедически образованный, увлекательно читавший свои лекции, он, естественно, быстро приобрел симпатии студентов. <…> Озенбрюгген замечателен и как автор сочинений о Швейцарии, которую он хорошо изучил во время своих частых путешествий по ней, как внимательный и любознательный ученый турист.— Русский биографический словарь